# Polski Związek Wędkarski

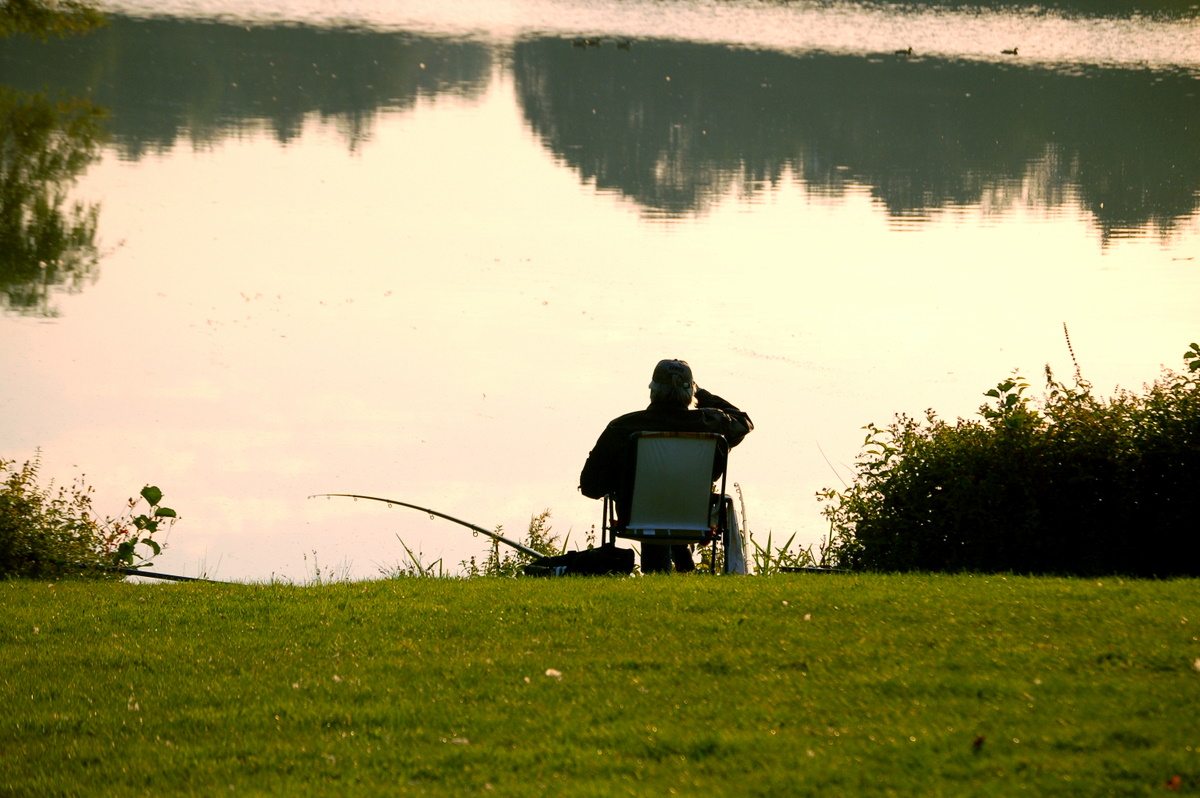
Miłośnik wędkarstwa nad jeziorem

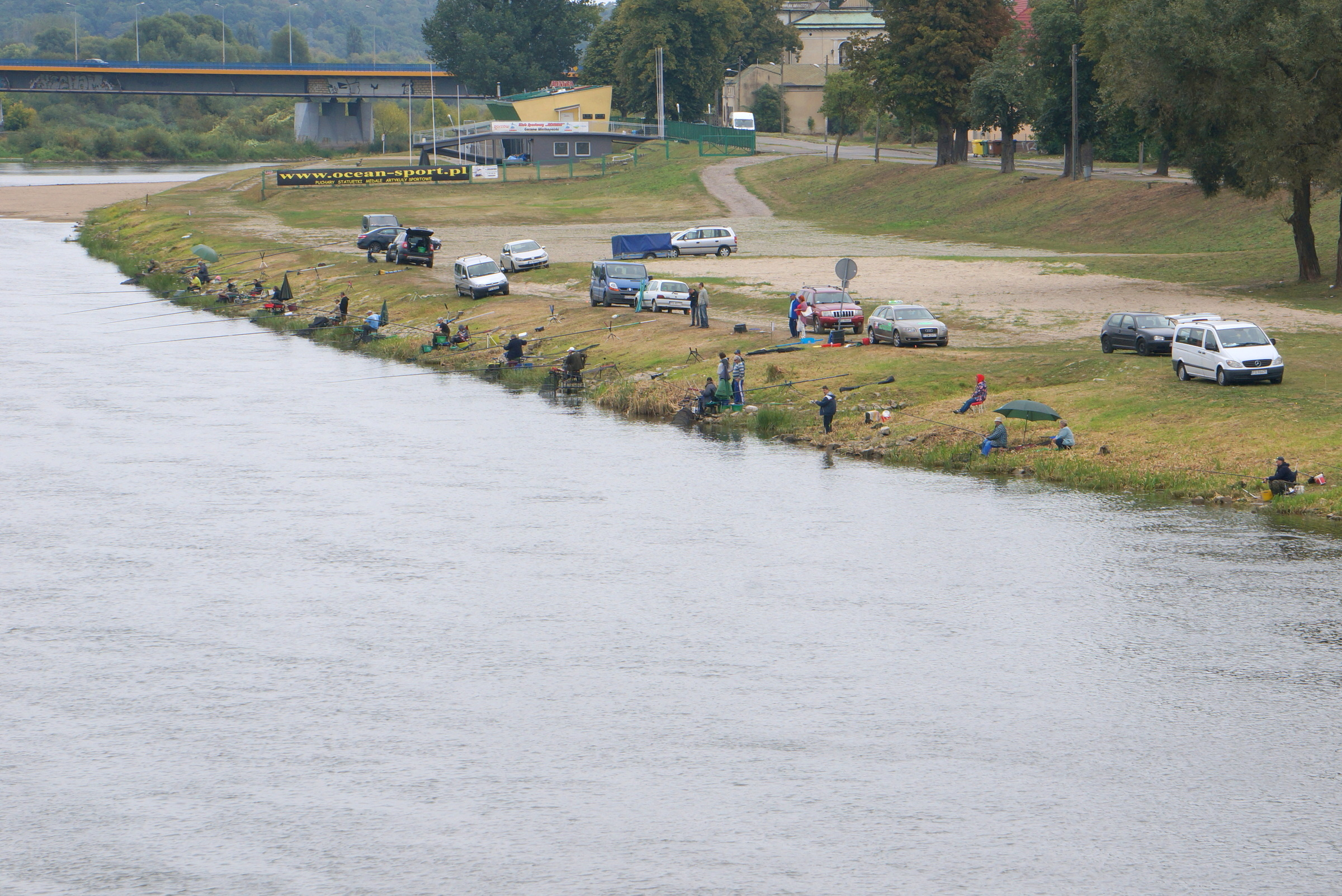
Wędkujący nad Wartą

Polski Związek Wędkarski (PZW) – polskie stowarzyszenie miłośników wędkarstwa.

## Historia
Zorganizowane formy sportu wędkarskiego na ziemiach polskich datuje się od 13 lipca 1879, kiedy w Krakowie powstało Krajowe Towarzystwo Rybackie. Inicjatorem jego powołania był Maksymilian Siła-Nowicki. W 1950 indywidualne organizacje wędkarskie skupione zostały w jeden Polski Związek Wędkarski.

## Struktura i organizacja
Strukturę organizacyjną związku tworzą koła i okręgi związku, jako jednostki terenowe na terenie całej Polski.
Dokumentem uprawniającym do połowu na wodach PZW jest karta wędkarska oraz legitymacja z opłaconymi, odpowiednimi do rodzaju łowiska i wieku wędkarza, składkami przeznaczanymi m.in. na ochronę środowiska i zarybianie zbiorników wodnych użytkowanych przez PZW.
W 2022 roku związek zrzeszał 626 498 członków w 2500 kołach wędkarskich. Poszczególne koła zrzeszone są w 42 okręgach będących większymi jednostkami terenowymi.

## Zadania statutowe
- gospodarka rybacko-wędkarska
- ochrona wód i środowiska naturalnego (w tym walka z kłusownictwem rybackim)
- upowszechnianie sportu wędkarskiego, organizowanie zawodów w dyscyplinach wędkarskich
- prowadzenie przystani, schronisk oraz innych obiektów związanych z wędkarstwem i rekreacją
- praca z młodzieżą, sport i rekreacja[3]

## Działalność
PZW jest największym użytkownikiem rybacko-wędkarskim wód śródlądowych w Polsce. W 2022 gospodarował na ponad 219 tys. ha wód. Stanowiło to 35% powierzchni wód śródlądowych w kraju: 66% całej powierzchni wód płynących (rzek), 84% powierzchni zbiorników zaporowych i 26% ogólnej powierzchni jezior.
Związek krytykowany bywa za niski poziom wydatków na niektóre gałęzie działalności statutowej, na przykład zarybianie. Mazowiecki okręg PZW z samej sprzedaży ryb pozyskał w 2021 roku 1,05 mln zł, podczas gdy na zarybianie wydał w tym samym roku 542 tys. zł. Wydatki na zarybianie stanowiły około 3,5% rocznego budżetu opiewającego na 20,32 mln zł.

## Finanse
Stowarzyszenie uzyskuje przychody głównie ze składek członkowskich (150 zł rocznie w 2023). Podstawowa składka nie uprawnia do uprawiania wędkarstwa. W tym celu niezbędne jest wniesienie dodatkowej składki na ochronę i zagospodarowanie wód. Wysokość tych składek jest różna w różnych okręgach, jest też zróżnicowana dla wód nizinnych i górskich. W 2023 najniższa roczna składka pozwalająca na wędkowanie wynosiła 290 zł, najwyższa 545 zł rocznie.
PZW uzyskuje przychody również ze sprzedaży ryb i raków złowionych w wodach, na których gospodaruje.
Roczny budżet PZW w 2018 roku wyniósł 173,2 mln zł.